# Scrupocellaria uniseriata
Scrupocellaria uniseriata is een mosdiertjessoort uit de familie van de Candidae. De wetenschappelijke naam van de soort is voor het eerst geldig gepubliceerd in 1984 door Liu.